# The Book of Souls
The Book of Souls šesnaesti je studijski album britanskog heavy metal-sastava Iron Maiden. Diskografska kuća Parlophone Records objavila ga je 4. rujna 2015. Prvi je dvostruki studijski album grupe te tako i njezin najdulji do danas – traje ukupno 92 minute i 15 sekundi. Objava albuma i početak promidžbene turneje bili su odgođeni kako bi pjevač Bruce Dickinson imao dovoljno vremena za oporavak nakon što mu je početkom 2015. godine bio odstranjen kancerogeni tumor.
Producent albuma bio je dugogodišnji suradnik Iron Maidena, Kevin Shirley. The Book of Souls je sniman u studiju Guillaume Tell u  Parizu od rujna do prosinca 2014. godine; skupina je koristila isti studio za potrebe snimanja albuma Brave New World iz 2000. godine. Članovi sastava su napisali i odmah snimili većinu pjesama tijekom svojeg boravka u studiju, čime je album rezultirao spontanim koncertnim ugođajem. Prvi singl s albuma, pjesma "Speed of Light", objavljen je kao glazbeni spot 14. kolovoza 2015. te je istovremeno objavljen u digitalnom i CD formatu ekskluzivno za trgovački lanac Best Buy. Osim što je najdulji Iron Maidenov studijski album do danas, The Book of Souls sadrži i najdulju pjesmu grupe, "Empire of the Clouds", koja traje ukupno 18 minuta te je objavljena kao drugi singl 16. travnja 2016. za vrijeme Record Store Daya. Iako The Book of Souls nije konceptualni album, širom albuma ističu se mnogobrojne aluzije na dušu i smrtnost koje su utjelovljene na njegovoj naslovnici majanskog stila, koju je izradio Mark Wilkinson.
Postigavši kritički i komercijalni uspjeh The Book of Souls dobio je pozitivne recenzije te se uspeo na vrh ljestvica albuma u 24 države. Peti je (prvi postepeni) album skupine koji se našao na prvom mjestu ljestvice albuma Ujedinjenog Kraljevstva; prethodni albumi koji su dostigli to mjesto su The Number of the Beast iz 1982. godine, Seventh Son of a Seventh Son iz 1988. godine, Fear of the Dark iz 1992. godine i The Final Frontier iz 2010. godine. U SAD-u je uradak postigao uspjeh The Final Frontiera pojavivši se na četvrtom mjestu ljestvice Billboard 200 te tako ponovivši najviše mjesto na toj ljestvici. The Book of Souls označio je i najdulji raskorak između objava studijskih albuma u trajanju od pet godina.

## Pozadina
Nakanu sastava za snimanjem šesnaestog studijskog albuma prvi je put otkrio pjevač Bruce Dickinson u srpnju 2013. godine; Dickinson je tada izjavio kako smatra da bi album mogao biti objavljen 2015. godine. Sastav je snimao album od rujna do prosinca 2014. godine u studiju Guillaume Tell u Parizu zajedno s producentom Kevinom Shirleyem, usavršavajući neke dijelove albuma početkom 2015. Skupina je prethodno koristila isti studio za potrebe snimanja albuma Brave New World iz 2000. godine te je u vezi njega Dickinson izjavio: "Svi imamo posebna sjećanja u vezi [tog] studija. Bili smo presretni kad smo otkrili da je ista magična atmosfera još uvijek živa i da se još nije smirila!" Grupa je izvorno željela objaviti album na raniji datum 2015. godine, no objava je kasnije bila odgođena na 4. rujna kako bi se Dickinson mogao oporaviti nakon odstranjivanja kancerogenog tumora.
Naziv albuma, naslovnica i popis pjesama bili su otkriveni 18. lipnja 2015. godine. Budući da je album objavila diskografska kuća Parlophone, ovo je prvi studijski album skupine koji nije objavio EMI; obje je diskografske kuće kupio Warner Music Group 2013. godine. U SAD-u je album objavio Sanctuary Copyrights/BMG jer je 2013. godine BMG kupio Sanctuary Records. Sastav je 14. kolovoza 2015. godine objavio glazbeni spot za pjesmu "Speed of Light" kojeg je režirao Llexi Leon. Dodatno, pjesma je istovremeno bila objavljena i u digitalnom te CD formatu u trgovačkom lancu Best Buy u SAD-u.
Naslovnica albuma sadrži izvornu inačicu logotipa koji skupina nije postavila ni na jedan studijski album od albuma The X Factor iz 1995. godine. Naslovnicu je izradio Mark Wilkinson koji je također izradio i naslovnice za prethodna glazbena izdanja sastava kao što su koncertni album Live at Donington (na remasteriranoj inačici iz 1998.) i kompilacija Best of the 'B' Sides (iz 2002. godine), ali i za singlove "The Wicker Man" i "Out of the Silent Planet". Prema riječima basista Stevea Harrisa, naslovnica albuma povezana je s naslovnom pjesmom jer je lik maskote Eddieja baziran na civilizaciji Maya Indijanaca koji "vjeruju da duše nastavljaju živjeti [nakon smrti]". Kako bi provjerili točnost ilustracija, grupa je unajmila majanista Simona Martina koji je također preveo nazive pjesama u hijeroglife. Prema Martinovim riječima, iako civilizacija nije imala Knjigu Duša, "Maje daju veliku pozornost dušama ... Stoga je naziv [albuma] prikladan u pogledu majanske kulture, ali je zapravo uglavnom svojstvena stvar Iron Maidena." Iako The Book of Souls nije konceptualni album, širom albuma pojavljuju se aluzije na dušu kao i općenita razmatranja o smrtnosti, u vezi čega je Harris komentirao: "što postaješ stariji, počinješ sve više misliti o vlastitoj smrtnosti i sličnim stvarima".
Promidžbena turneja za album bila je odgođena do početka 2016. godine kako bi se Dickinson mogao potpuno oporaviti nakon liječenja raka. Turneja The Book of Souls World Tour započela je u veljači 2016. te je sastav nastupao u preko 35 država diljem Sjeverne i Južne Amerike, Europe, Azije, Australije i Afrike.

## Skladanje i snimanje
Harris je izjavio kako je većina pjesama bila napisana i odmah snimljena u studiju, čime je album rezultirao "koncertnim ugođajem". Gitarist Janick Gers objašnjava kako je ovim postupkom sastav napustio svoj prethodni glazbeni pristup pri kojem su koristili nekoliko tjedana pišući, skladajući i vježbajući te da je ovog puta "otišao u studio samo s osnovama te smo ih dovršili u studiju  - znači da smo ih ustvari učili, vježbali i završavali u istome mahu". Prema riječima gitarista Adriana Smitha, ovakav je pristup izazvao pozitivan pritisak "jer te pokrene u akciju". Gers je komentirao kako je svaki član na probe donio otprilike sat vremena originalne glazbe, iako su "mogli iskoristiti samo 15 minuta [od svakog člana]", što je rezultiralo "vrlo širokim spektrom glazbenih ideja". Kao što je slučaj sa svim studijskim suradnjama sa Shirleyem, većina albuma snimljena je uživo s puno prvih snimaka koje su korištene radi dodatne spontanosti.
"Shadows of the Valley", "Death or Glory", "Speed of Light" i "If Eternity Should Fail" bile su prve pjesme koje je Iron Maiden napisao za album, od kojih je posljednja, prema Dickinsonu, izvorno bila napisana za njegov potencijalni samostalni album. Pjesma je također značajna po tome što je za njeno sviranje sastav po prvi puta zbirno ugodio gitare u drop D suzvuk. Smith je komentirao kako su "Speed of Light" i "Death or Glory" bile dvije pjesme u manjini koje su bile završene prije proba u studiju te označavaju prvu zajedničku suradnju Smitha i Dickinsona (bez Harrisa) nakon ponovnog priključivanja članova Iron Maidenu 1999. godine. U pogledu obje skladbe, Smith i Dickinson namjerno su pisali kraće pjesme kako bi se vratili formuli prethodnih singlova kao što su "2 Minutes to Midnight" (iz 1984.) i "Can I Play with Madness" (iz 1988.). Prema Dickinsonu, "Death or Glory" govori o trokrilcima Prvog svjetskog rata.
Za razliku od prethodna dva albuma, A Matter of Life and Death (iz 2006.) i The Final Frontier (iz 2010.), na ovom albumu Harris nije dobio zasluge za skladanje svih pjesama na albumu. Razlog tome je taj što su tijekom faze skladanja preminule dvije Harrisu drage osobe ("stari školski prijatelj i član obitelji") te je to utjecalo na njegovu kreativnu sposobnost. Zbog toga je album postao proizvod veće zajedničke suradnje, čime su svi članovi osim bubnjara Nicka McBraina dobili zasluge za skladanje pjesama. Dickinson je izjavio kako mu je pjesma "Tears of a Clown", koju su zajedno napisali Harris i Smith, najdraža s The Book of Soulsa te je bazirana na depresiji komičara Robina Williamsa te njegovom samoubojstvu iz 2014. godine.
Posljednja pjesma s albuma, "Empire of the Clouds", zamijenila je položaj pjesme "Rime of the Ancient Mariner" (s albuma Powerslave iz 1984. godine) kao najdulje pjesme grupe, trajući ukupno 18 minuta. Na skladbi Dickinson prvi put svira klavir te je pjesma bazirana na nesreći cepelina R101 iz 1930. godine. Smith je izjavio kako je Dickinson samostalno proveo veći dio snimanja pišući pjesmu u "zvučno izoliranoj staklenoj prostoriji zajedno sa svojim klavirom" te ju je završio uz McBrainovu pomoć. Smith je komentirao kako je pjesmu bio izazov snimiti jer je Dickinson "samostalno jasno svirao klavir" te je sastav samo "svirao prateći [pjesmu]" slijedeći Dickinsonove i Shirleyeve upute. "Empire of the Clouds" je također objavljen kao singl za vrijeme Record Store Daya 16. travnja 2016. Zajedno s prvom pjesmom "If Eternity Should Fail", ovaj album označava prvi Iron Maidenov album od Powerslavea na kojem se nalaze dvije pjesme koje je samostalno napisao Dickinson. Po prvi puta od albuma Virtual XI iz 1998. godine, Steve Harris nije napisao ili napisao u suradnji posljednju pjesmu na albumu.
Trajući ukupno 92 minuta, ovo je najdulji te prvi dvostruki studijski album skupine. U vezi duljine trajanja,  Dickinson je komentirao: "Svi smo se složili da je svaka pjesma bila toliko integralan dio cijelog opusa da ako je ovo trebao postati dvostruki album, neka onda tako i bude!"

## Popis pjesama
| Disk 1 | Disk 1                     | Disk 1                  | Disk 1   | Disk 1 | Disk 1 | Disk 1 | Disk 1 | Disk 1 | Disk 1 |
| Br.    | Skladba                    | Autor                   | Trajanje |        |        |        |        |        |        |
| ------ | -------------------------- | ----------------------- | -------- | ------ | ------ | ------ | ------ | ------ | ------ |
| 1.     | »If Eternity Should Fail«  | Bruce Dickinson         | 8:28     |        |        |        |        |        |        |
| 2.     | »Speed of Light«           | Adrian Smith, Dickinson | 5:01     |        |        |        |        |        |        |
| 3.     | »The Great Unknown«        | Smith, Steve Harris     | 6:37     |        |        |        |        |        |        |
| 4.     | »The Red and the Black«    | Harris                  | 13:33    |        |        |        |        |        |        |
| 5.     | »When the River Runs Deep« | Smith, Harris           | 5:52     |        |        |        |        |        |        |
| 6.     | »The Book of Souls«        | Janick Gers, Harris     | 10:27    |        |        |        |        |        |        |
| 49:58  |                            |                         |          |        |        |        |        |        |        |

| Disk 2 | Disk 2                  | Disk 2              | Disk 2   | Disk 2 | Disk 2 | Disk 2 | Disk 2 | Disk 2 | Disk 2 |
| Br.    | Skladba                 | Autor               | Trajanje |        |        |        |        |        |        |
| ------ | ----------------------- | ------------------- | -------- | ------ | ------ | ------ | ------ | ------ | ------ |
| 1.     | »Death or Glory«        | Smith, Dickinson    | 5:13     |        |        |        |        |        |        |
| 2.     | »Shadows of the Valley« | Gers, Harris        | 7:32     |        |        |        |        |        |        |
| 3.     | »Tears of a Clown«      | Smith, Harris       | 4:59     |        |        |        |        |        |        |
| 4.     | »The Man of Sorrows«    | Dave Murray, Harris | 6:28     |        |        |        |        |        |        |
| 5.     | »Empire of the Clouds«  | Dickinson           | 18:05    |        |        |        |        |        |        |
| 42:17  |                         |                     |          |        |        |        |        |        |        |

## Recenzije
Album je zadobio uglavnom pozitivne kritike. Časopis Classic Rock dodijelio je albumu 9 od 10 bodova, komentirajući da je "teško zamisliti drugi tako staromodan sastav koji bi bio u stanju zvučati ovako vitalno i inspirirano". Kerrang! i Metal Hammer albumu su dodijelili najvišu ocjenu; Kerrang! ga je nazvao "albumom izvanredne vizije", dok ga je Metal Hammer opisao "divovskim emotivnim putovanjem kroz neke od najboljih izvedbi karijere koje se iskuplja i više nego što je potrebno za petogodišnje čekanje." Blabbermouth.net je također bio vrlo pozitivan, ocjenjujući album s 9.5 od 10 bodova i nazivajući ga "najrazumljivijim i najhrabrijim radom Iron Maiden od albuma Brave New World te zasigurno jednim od njegovih najboljih postignuća općenito." PopMatters je dodijelio albumu 9 zvjezdica od 10 te je pohvalio sastav na njegovom povratku na "sam vrh njegove karijere koju nismo vidjeli od 1988." AllMusic je albumu dodijelio četiri zvjezdice od 5, izjavljujući: "Učestalim preslušavanjem [ovaj album] zaslužuje mjesto na polici zajedno s najboljim albumima [Iron Maidena]." The Guardian ga je također ocjenio s četiri zvjezdice od pet te je, iako je kritizirao "nezgrapnu [pjesmu] 'Shadows of the Valley'", izjavio da je "The Book of Souls označen impresivnom grubošću koja se grebe o bombastičnije trenutke albuma." Metal Shock Finland ocijenio ga je s 9.5 od 10 bodova te je komentirao kako je album "glazbeno djelo istinskog metala koje ostale metal ikone poput Judas Priesta i Black Sabbatha nisu mogle ponoviti svojim posljednjim albumima."
Rolling Stone i Billboard su bili kritičniji prema albumu, ocjenjujući ga s 3.5 zvjezdice od 5; Billboard je izjavio kako je album "predugačak" ali "općenito iznenađujuće privlačan". Paste ga je ocjenio sa 7.9 bodova od 10, komentirajući da je "impresivno djelo, ali [ponegdje] zapinje zbog vlastite ambicije sastava", no svejedno zaključujući da je "najbolji Maidenov album nakon Dickinsonovog povratka u sastav te impresivno postignuće", dok ga je Uncut nagradio sa sedam bodova od deset, izjavljujući da "prevladava epski, iako možda malčice zamišljen prizvuk". I Q i Record Collector dali su albumu mješovitu kritiku od 3 zvjezdica od 5; Q je kritizirao njegova "dugačka poglavlja" te je zaključio da ovo "nije jedan od njegovih najboljih [izdanja]", dok je Record Collector izjavio kako je "prevelik dio albuma sačinjen od beskrajnih gitarističkih 'chuganja' u umjerenom tempu" te da "zvuči kao bilo koji drugi Maidenov album iz njegovog razdoblja sumraka karijere."
Osamnaestominutna završna pjesma "Empire of the Clouds" posebno je bila pohvaljena te ju je PopMatters nazvao "remek djelom", izjavljujući kako je "u svakom svojem dijelu očaravajuća poput 'Rime of the Ancient Marinera' [s albuma Powerslave iz 1984.]", dok ju je AllMusic opisao "heavy metal suitom", komentirajući da ne zvuči "kao ništa drugo u diskografiji sastava". Iako se Blabbermouth.net i NME nisu složili oko toga da je pjesma po kvaliteti jednaka "Rime of the Ancient Marineru", Blabbermouth je izjavio da "vrijedi svaku minutu [slušanja, ona zvuči] poput filmske glazbe koja inkapsulira cijelu karijeru sastava", dok ju je NME imenovao "pièce-de-résistanceom". Classic Rock je također pohvalio pjesmu, smatrajući ju "zapanjujućim [glazbenim] djelom", dok ju je Billboard nazvao "vrhuncem [albuma]". Sputnikmusic je za pjesmu komentirao kako predstavlja "značajan napredak" kao završna pjesma na albumu u usporedbi s prethodnim dvama studijskim albumima grupe ("The Legacy" s A Matter of Life and Deatha iz 2006. te "When the Wild Wind Blows" s The Final Frontiera iz 2010.) te ju je nazvao "cerebralnom i evokativnom". The Guardian je međutim komentirao kako je malo vjerojatno da će se pjesma svidjeti obožavateljima starijih pjesama sastava, iako je izjavio da bi "navedene [obožavatelje] mogla smekšati Harrisova 'The Red and the Black'". The Guardian je pohvalio trinaestipolminutni "The Red and the Black" zbog njegove "stvarne hitrine i okretnosti", dok je za njega PopMatters izjavio da je "predvidljiv koliko i općenito [Harrisovo] skladanje pjesama, [ali] da je ovog puta [takvu pjesmu] ugodno čuti". Za razliku od njih, Paste je bio malo kritičniji oko svih tri duljih pjesama na albumu (uključujući i desetominutnu naslovnu pjesmu), izjavljujući da "na kraju, zbog progresivnih proba i zastoja, ove pjesme gube dio svoje snage, čak i nakon višekratnih preslušavanja", iako je pohvalio pjesmu "The Red and the Black" zbog njenog "ritma i osjećaja koji podsjeća na Powerslaveov "Rime of the Ancient Mariner'".

### Nagrade
The Book of Souls je dobio nagradu Albuma godine na Classic Rockovoj dodjeli Počasnih nagrada 2015. godine te je dobio glavnu nagradu u kategoriji Najboljeg međunarodnog albuma na Bandit Rockovoj dodjeli nagrada 2016. godine. Album je također bio i proglašen albumom godine u raznim časopisima.

### Komercijalni uspjeh
Album je postigao komercijalni uspjeh; popeo se na prvo mjesto albumskih ljestvica u 24 države, kao i u 19 drugih teritorija koji više ne objavljuju ljestvice ovakvoga tipa. Ovo je peti album Iron Maidena koji je zauzeo prvo mjesto na ljestvici najprodavanijih albuma u Ujedinjenom Kraljevstvu u kojem je bio prodan u više od 60.000 primjeraka, prodajući se bolje od prethodnog albuma The Final Frontier koji je bio prodan u 44.385 primjeraka, ali koji je zauzeo isto mjesto na ljestvici. U SAD-u se album našao na četvrtome mjestu, najvišoj poziciji sastava na ljestvici Billboard 200 koju je dosegao i The Final Frontier, iako se The Book of Souls ponovo bolje prodavao (74.000 primjeraka u usporedbi sa 63.000). Prema Billboardu, ovaj je album označio najveću prodaju glazbenog materijala sastava u SAD-u od 1991. godine, kada je nastao SoundScan - sustav koji prati prodaju albuma. Do siječnja 2016., The Book of Souls je bio prodan u više od 148.000 primjeraka u SAD-u.

## Zasluge
| Iron Maiden - Bruce Dickinson – klavir (na 11. pjesmi), vokali - Steve Harris – bas-gitara, klavijature, produkcija - Dave Murray – gitara - Adrian Smith – gitara - Janick Gers – gitara - Nicko McBrain – bubnjevi Dodatni glazbenici - Michael Kenney – klavijature | Ostalo osoblje - Kevin Shirley – produkcija, miksanje - Mark Wilkinson – naslovnica, ilustracije - Denis Caribaux – inženjer zvuka - Jeff Bova – orkestracija - Ade Emsley – mastering - Stuart Crouch – dizajn - Anthony Dry – ilustracije (na CD-ima) - Julie Wilkinson – ilustracije (crteži majanskog kodeksa) - Simon Martin – ilustracije (majanski hijeroglifi) - Jorge Letona – dizajn (majanski font) - John McMurtrie – fotografija |